# João Inácio de Sousa
João Inácio de Sousa (Santo Amaro (Velas), 28 de março de 1849 — Bakersfield (Califórnia), 5 de abril de 1925) foi um filantropo de origem açoriana.
João viveu na ilha açoriana de São Jorge. Emigrante nos Estados Unidos onde fez fortuna, legou a sua enorme fortuna à Santa Casa da Misericórdia de Velas e ao Asilo de Mendicidade de São Jorge, hoje denominado Casa de Repouso João Inácio de Sousa.
Foi erguido um monumento em sua homenagem na praça principal da vila de Velas.

João decidiu se mudar para Bakersfield Califórnia. Ele então encontrou algum ouro onde morava. Voltou a São Jorge para doá-lo.